# 艺术廊街

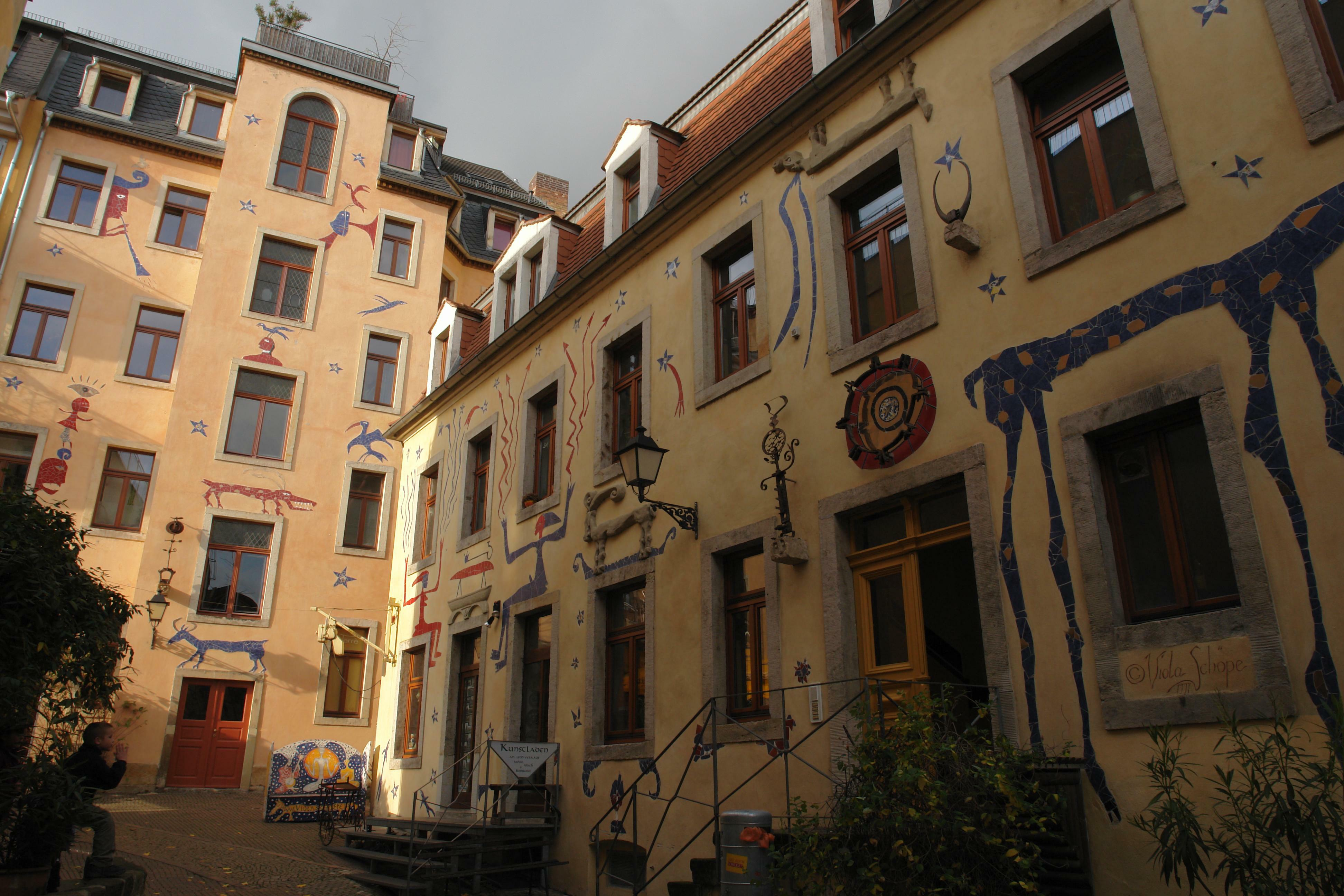
神话动物庭院

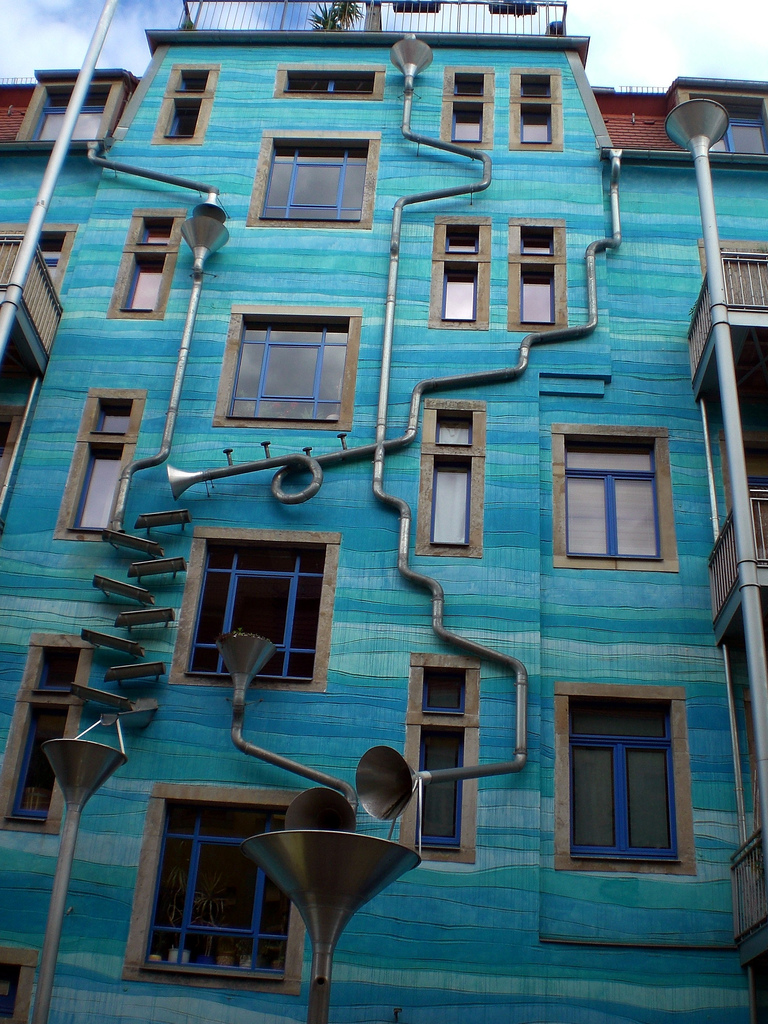
光雨庭院

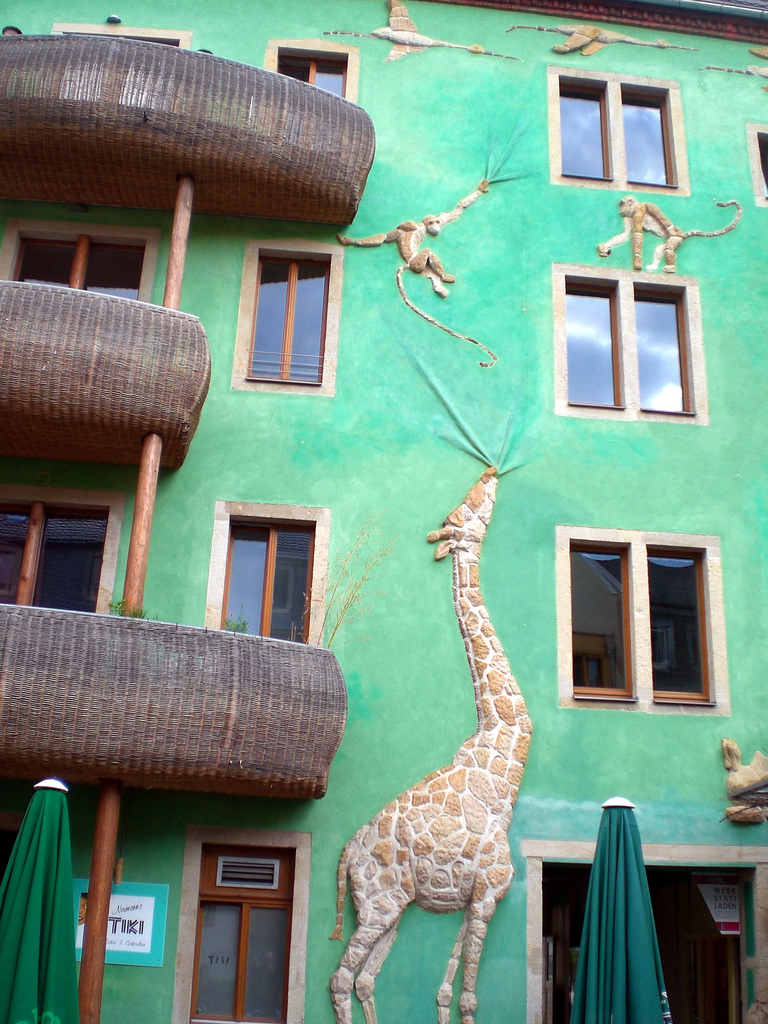
动物农场庭院

艺术廊街（德语：Kunsthofpassage）位于德累斯顿外新城格尔利茨街25号，延伸至明矾街（Alaunstraße）。它是根据德累斯顿建筑师穆勒·穆勒、克内尔和朗、海克·博彻和迈耶·巴辛的计划设计的，于2001年竣工。

## 描述
艺术廊街由五个较小的庭院组成。每个庭院都有自己的设计主题和名称，将艺术与建筑结合。

### 光雨庭院
光雨庭院（Hof der Elemente）由一个带雨水管的蓝色立面和庭院西侧带铝板的黄色立面组成。光雨庭院是三位艺术家的创作作品。安妮特·保罗、克里斯托夫·罗什纳和安德烈·坦普尔在圣彼得堡受到落水管奇异建筑的启发。它们的直径比德国的大得多，在立面上有一个巨大的转弯。雨水从雨水槽中倾泻而出，由水池收集。这种眼睛和耳朵的奇观，甚至在雨中也能吸引游客来到艺术廊街。在明媚的黄色墙壁对面，墙壁挂着金色的铝板，反射光线。

### 光之庭院
光之庭院（Hof des Lichts）设计于1998年，之前曾发起过一场全国性的竞赛。这里有几面投影壁，庭院周围安装的金属镜子，会根据太阳的不同位置，产生各种颜色反射。

### 动物农场庭院
动物农场庭院（Hof der Tiere）的立面装饰着绿色的动物浮雕。动物农场庭院是长颈鹿、猴子和鹤的家。穿过整座房子的墙壁，一群猴子从一个窗口跳到另一个窗口。阳台由柳条制成。喷泉里藏着许多小动物。

### 神话动物庭院
艺术家维奥拉·舍普（Viola Schöpe）设计了神话动物庭院（Hof der Fabelwesen）。舍普希望她的艺术品能够代表自己，改变观众。她的角色通常都有双重故事：神话故事和现实故事。舍普设计了900平方米的墙面，使用不同的瓷砖装饰。许多瓷砖来自葡萄牙，红色和蓝色瓷砖来自意大利，而金色瓷砖来自迈森。

### 变形庭院
变形庭院（Hof der Metamorphosen）由艺术家阿伦德·兹威克（Arend Zwicker）和卡尔海因茨·勒夫勒（Karlheinz Löffler）设计。 立面上嵌有两块15米高的碑，由镀锌钢骨架组成，表面覆盖耐候钢钢板，以防止腐蚀。曲面内部是玻璃纤维束，在晚上被照亮。外墙上还有24张纸张浸在亚麻籽油中，可以观察到纸张随时间的不断变化。